# Szirti fűpapagáj
A szirti fűpapagáj (Neophema petrophila), korábban ausztráliai sziklapapagáj vagy szirti papagáj, a madarak osztályának papagájalakúak (Psittaciformes) rendjébe és a szakállaspapagáj-félék (Psittaculidae) családjába tartozó faj.

## Előfordulása
Ausztrália déli és délkeleti részén honos. Két fő helyen élnek: a keleti part mentén, Dél- és Nyugat-Ausztráliában (a Cape Aird Nemzeti Parkban). Tengerparton, sziklás tengeri szigeteken, sós mocsaraknál és gyakran szeles parti dűnéknél található meg.

## Megjelenése
Testhossza 22–24 centiméter, testsúlya 55 gramm. Tollazata barnászöld olivazöld pontokkal, hasa sárga, homloka és arca kék. Farka karcsú, alul sárga, felül világoskék színű.

## Életmódja
Szelíd természetű, nyugodt, általános viselkedésű. Ritkán látható nagy csapatokban, inkább kisebb csoportokban észlelhető. Kedveli az ülőrudakat, sűrű bokrokat és menedékotthonnak használja a kövek alatti helyeket. Tápláléka főleg magvakból és gyümölcsökből áll, leginkább este és reggel táplálkozik.

## Szaporodása
Párzási ideje augusztustól decemberig tart, fészkét szikla hasadékba vagy tengeri madarak által elhagyott fészekbe készíti. Fészekalja 4–5 tojásból áll, melyet a tojó költ 18 napon keresztül. A fiókák fészekben töltött ideje a kikelés után 30 nap.

## Külső hivatkozás
- Képek az interneten a fajról[halott link]
- Videó a fajról[halott link]